# Chris Bosh
Christopher Wesson Bosh (Dallas, 21. ožujka 1984.) američki je profesionalni košarkaš. Igra na poziciji krilnog centra, a trenutačno je član NBA momčadi Miami Heata. Izabran je u 1. krugu (4. ukupno) NBA drafta 2003. od strane Toronto Raptorsa.

## Životopis

### Rani život
Rođen je u Dallasu 21. ožujka 1984. od Noela i Freide Bosh, a djetinjstvo je proveo u Hutchinsonu. Bosh je često ispred kuće igrao košarku sa svojim mlađim bratom Joelom. S četiri godine naučio je driblati u dvorani gdje je njegov otac igrao utakmice. Iako je Bosh od svoje rane mladosti zbog svoje visine mogao igrati košarku, pravila košarkaške igre naučio je tek u četvrtm razredu. Osim bavljenja košarkom, Bosh je do srednje škole igrao i bejzbol. Kad je odrastao, Bosh je izjavio je da su na njega najveći utjecaj imali roditelji. Bosh je pažnju skauta s koledža privukao kada je predvodio svoju srednjoškolsku momčad "Lincoln High School" do prvog mjesta u državi i savršenog omjera 40-0 u nacionalnom prvenstvu. 
Kao tinejdžer, Bosh je pred 16 990 navijača s 23 poena, 17 skokova i 9 blokada predvodio je "Lincoln High" do državnog naslova Class 4A. Bosh je kasnije imenovan srednjoškolskim igračem godine, igračem godine u Teksasu, a izabran je od strane Paradea, McDonald'sa i EA Sports u prvu petorku All-American, od strane USA Today i SLAM Magazinea u drugu petorku All-American, a dobio je još nagradu "Mr. Basketball"  od teksaške udruge košarkaških trenera. S dobrim ocjenama i košarkaškim vještinama, Boshu nije bilo teško pronaći gdje će nastaviti školovanje. Iako su sveučilišta Florida i Memphis bili najozbiljni u njegovom dovođenju, Bosh je na preporuku sveučilišnog trenera Georgia Tech Paula Hewitta odlučio školovati na njihovom sveučlištu. 
Bosh je na sveučilištu odlučio studirati grafički dizajn i računalno stvorene slike, a naknadno i menadžmentstvo. Kao freshman, Bosh je u prosjeku postizao 15.6 poena, 9.0 skokova i 2.2 blokade u 31 utakmicu, predvodivši Atlantic Coast konfereciju po postotku šuta (.560). Time je postao tek drugim freshmanom kojem je to pošlo za rukom. Bosh je najprije odlučio nastaviti svoju sveučilišnu karijeru zbog obrazovanja, međutim nakon završetka sezone 2002./03. odlučio se je prijaviti na NBA draft. 

### NBA

#### Rookie sezona
Bosh je izabran kao 4. izbor prvog kruga NBA drafta 2003. od Toronto Raptorsa, na kojem su iste godine izabrani jedni od najboljih košarkaša današnjice - LeBron James, Dwyane Wade, Carmelo Anthony. U svojoj rookie sezoni, Bosh umjesto da igra svoju prirodnu poziciju krilnog centra, bio prisljen igrati centra zbog odlaska Antonia Davisa u Chicago Bullse. Iz noći u noć, Bosh mlad i neiskusan igranja u NBA, borio se je s ostalim snažnim i jakim centrima lige. Kao novak, Bosh je u prosjeku postizao 11.5 poena, 7.4 skokova, 1.4 blokade za 33.5 minuta po utakmici. Odigrao je 75 utakmica regularnog dijela sezone, predvodeći sve novake po broju skokova i blokada. Na kraju sezone izabran je u All-Rookie prvu petorku.

#### Sve iz početka
Nakon odlaska razočaranog Vince Cartera iz Toronta, u prosincu 2004. Bosh je postao glavna zvijezda i vođa novih Raptorsa. Bez Cartera, Bosh je u prosjeku postizao 18.4 poena, 9.5 skokova, 1.6 blokada za 38.1 minutu po utakmici. Za svoje odlične igre, Bosh je u siječnju 2005. dobio prvu nagradu za Igrača tjedna Istočne konferencije. Kako se je kraj sezone približavao, NBA analitičari su predviđali da bi Bosh jednog dana mogao postati All-Star. Bosh je sezonu završio kao najbolji strijelac i skakač svojeg kluba.
Prije početka sezone 2005./06., Bosh je imenovan za novog kapetana Raptorsa. Bosh je u prvom dijelu sezone bio na double-double učinku, predvodeći svoju momčad u poenima, skokovima i šutu iz igre. 9. veljače 2006., Bosh je kao rezervno krilo po prvi puta u svojoj karijeri izabran na NBA All-Star utakmicu. Time je postao tek treći Raptors, nakon Cartera i Davisa koji je igrao na All-Staru. U ožujku 2006., nakon što je sezonu završio na listi ozljeđenih, Raptorsi su napravili omjer 1-10. Raptorsi su sezonu završili omjerom 27-55, a Bosh je u prosjeku postizao 22.5 poena, 9.2 skokova i 2.6 asistencija po utakmici. 
Nakon što su Raptorsi napravili veliki remont u svojem rosteru, Bosh je potpisao novi trogodišnji ugovor s opcijom produženja na četvrtu, a ugovor je bio vrijedan 65 milijuna $. 

#### Vođa divizijskih prvaka
Nakon lošeg početka sezone 2006./07., Raptorsi su do All-Star stanke uspjeli zabilježiti pozitivan omjer pobjeda i poraza. 25. siječnja 2007., Bosh je izabran kao član startne petorke All-Star utakmice. Bosh je dobio drugi najveći broj glasova od svih krilnih centara Istočne konferencije. Bio je to njegov prvi All-Star kao član prve petorke i drugi ukupno u karijeri. U prvom dijelu sezone u prosjeku je bilježio double-double učinak od 22 poena i 11 skokova po utakmici. 31. siječnja 2007., Bosh je protiv Washington Wizardsa krajem treće četvrtine pogodio koš s istekom vremena. Iz igre je "gađao" 15/15, nakon što je promašio početna četiri šuta. Bosheva odlična forma omogućila mu je da dobije priznanje za najkorisijeg igrača mjeseca veljače 2007. u Istočnoj konferenciji. U prosjeku je postizao 25.4 poena i 9.1 skok, a u tom mjesecu predvodio je Raptorse do omjera 10-5. 7. veljače 2007., Bosh je zabio rekordnih 41 poen, dok su tijekom utakmice navijači Raptorsa skandirali: "MVP-MVP-MVP".  Dva dana kasnije, Bosh je protiv Los Angeles Lakersa zabilježio 29 poena i 9 skokova, a posebno je dobro odigrao u drugom dijelu kada je iz igre šutirao 10 od 10.
28. ožujka 2007., Bosh je protiv Miami Heata postao novi rekorder franžize Raptorsa po broju double-double učinka. Po treći puta u karijeri izabran je za igrača tjedna Istočne konferencije i odveo je Toronzo do prvog doigravanja u zadnjih pet godina. Toronto je po prvi puta u povijesti franšize osvojio naslov divizijskog prvaka, uključujući i najbolji omjer 45-37 u povijesti franšize. Bosh je u regularnom dijelu sezone u prosjeku bio na double-double učinku od 22.6 i 10.7 skokova, dok su u doigravanju te brojke bile nešto manje od 17.5 poena i 9.0 skokova po utakmici. Na kraju sezone izabran je u All-NBA drugu petorku. 

#### Ozljede uništile sezonu
Prije početka sezone 2007./08., Raptorsi su zajedno s Bargnanijem, prvim pickom NBA drafta 2006., Boshem i Torontovim novim pojačenjem Jasonom Kaponom, pokušali unaprijediti svoju napadačku igru. Međutim, kako je sezona odmicala stvari se nisu odvijale kako trebaju. Sam Bosh je imao slab početak sezone, no kako se je sezone odvijala, Bosh je podigao svoju razinu forme i izabran je za Igrača tjedna mjeseca siječnja u Istočnoj konferenciji. 31. siječnja 2008., Bosh je izabran na NBA All-Star utakmicu 2008. U međuvremenu, Toronto se je nastavio boriti sa svojim problemima, a sve se je još gore pogoršalo kada se je nakon ozljede vratio T. J. Ford, frustriran igranjem drugog playa momčadi iza José Calderóna. Ipak, čak i s ozljedama ključnih igrača Bosha (15 utakmica), Jorge Garbajose (75 utakmica) i T.J. Forda (31 utakmica), Raptorsi su uspjeli izboriti omjer 41-41 i sa 6. mjesta na Istoku plasirati se u doigravanje. Međutim, Raptorsi su u doigravanju već u 1. krugu u seriji 4-1 poraženi od Orlando Magica. Za razliku od prethodnih sezona, Bosh ovaj puta nije izabran ni u jednu All-NBA momčad.

#### Loša sezona Raptorsa
Prije početka sezone 2008./09., Toronto je u razmjeni igrača s Indiana Pacersima dobio šesterostrukiog All-Stara Jermainea O'Neala, dok je Ford, Rašo Nesterovič, Roy Hibbert i 17. izbor NBA drafta 2008. postali članom Pacersa. Bosh - koji je osvojio zlatnu medalju na Olimpijskim igrama u Pekingu 2008. - sezonu je započeo vrlo dobro i u tandemu s O'Nealom igrao najbolju obranu u karijeri. U prosjeku je postizao 26 poena, 10 skokova i 3.7 asistencija, a već u prve tri utakmice po peti puta u svojoj karijeri izabran je za Igrača tjedna Istočne konferencije. Tjedan dana kasnije, Bosh je srušio rekord Antonia Davisa po broju skokova u povijesti franšize Raptorsa. Međutim, nakon slabog starta (razlog spora aklimatizacija O’Neala na novi sustav) i 15 utakmica u sezoni otpušten je trener Sam Mitchell, a na njegovo mjesto je došao Jay Triano. Raptorsi su dogovarali zamjenu s Dallas Mavericksima prema kojoj bi Josh Howard pojačao Toronto, dok bi u suprotnom smjeru otišli Andrea Bargnani i Anthony Parker. No, poslije ozljede Jermainea O’Neala, talijanski reprezentativac Bargnani igra odlično s prosjekom oko 20 poena po utakmici, te je njegova igra znatno otežala odluku generalnog menadžera Colangela da ga zamijeni. 29. siječnja 2009., Bosh je kao rezerva pozvan na NBA All-Star utakmicu, međutim ozljeda ga je izbacila s košarkaških terena. Dva tjedna kasnije, Raptorsi su napravili još jednu razmjenu u kojoj su u klub stigli Shawn Marion i Marcus Banks, dok su u smjeru Miami Heata otišli Jermaine O'Neal i Jamario Moon. Razmjena igrača nije popravila loš omjer kluba, a Raptorsi su sedam utakmica prije kraja regularnog dijela eliminirani iz doigravanja. Jedino što je dobro bilo za Bosha u ovoj sezoni je njegova statistika, kada je prosječno bilježio 22.7 poena i 10.0 skokova po utakmici. U odgovoru na razna medijska prepucavanja da će na kraju sezone biti razmjenjen, Bosh je odgovorio da ne želi biti mijenjan. Generalni menadžer Raptorsa Bryan Colangelo, najavio je da će Boshu na ljeto ponuditi produljenje ugovora. Međutim, iako je prethodo najavio da želi ostati u klubu, odbio je potpisati novi ugovor i da želi 2010. godine biti slobodan igrač (zajedno s LeBronom Jamesom, Dwyaneom Wadeom, Amar'eom Stoudamireom i Steveom Nashom) kako bi potpisao za klub s najboljom mogućom solucijom. 7. srpnja 2010. Bosh je svoju karijeru odlučio nastaviti u momčadi Miami Heata.

## Američka reprezentacija
Nakon početka NBA karijere, Bosh je u ožujku 2006. potpisao dvogodišnji ugovor kojim se obvezao da će biti član američke košarkaške reprezentacije najmanje do 2008. godine. U kolovozu 2006., Bosh je zajedno s generacijom NBA drafta 2003. Dwyaneom Wadeom, LeBronom Jamesom, Carmelom Anthonyjem i Kirkom Hinrichom, izabran popis američke reprezentacije koja će sudjelovati na Svjetskom prvenstvu u Japanu 2006. godine. Reprezentacija je u borbi za brončano odličje pobijedila olimpijske prvake iz 2004. Argentinu. Bosh je na kraju prvenstva bio šesti po postotku šuta iz igre. 
Nakon sezone 2006./07. Bosh je izabran na popis igrača koji će igrati na prvenstvu FIBA Americas 2007. godine. Međutim, zbog ozljede stopala propustio je natjecanje. 23. lipnja 2008. izabran je na popis igrača američke reprezentacije koja će sudjelovati na Olimpijskim igrama u Pekingu 2008. godine. Tijekom natjecanja, Bosh je u igru ulazio kao pričuva za prvog centra reprezentacije Dwighta Howarda. Američka reprezentacija je na Olimpijskim igrama osvojila zlatnu medalju, pobijedivši u neizvjesnom finalnom dvoboju Španjolsku 118:107. Tijekom cijelog natjecanja u prosjeku je postizao 9.1 poena i 6.1 skokova po utakmici.

## Nagrade i postignuća
- NBA Igrač mjeseca u Istočnoj konferenciji: siječanj 2007.
- NBA Igrač tjedna u Istočnoj konferenciji: 3. siječnja 2005.; 30. siječnja 2006.; 26. ožujka 2007.; 7. siječnja 2008.; 28. listopada 2008.
- Prvak Atlantske divizije: 2006./07.
- NBA All-Star: 2005./06., 2006./07., 2007./08., 2008./09. (nije sudjelovao zbog ozljede)
- All-NBA
  - Druga momčad: 2006./07.
- NBA All-Rookie momčad: 2003./04.
- NBA Rookie All-Star utakmica: 2003./04. 2004./05.

### Ostala postignuća
- Treći najmlađi igrač s više od 1,000 skokova u NBA povijesti
- Četvrti najmlađi igrač koji je postigao 20 poena i 20 skokova u jednoj NBA utakmici
- Torontov rekorder po broju obrambenih skokova
- Torontov rekorder po broju napadačkih skokova
- Torontov rekorder po broju skokova u jednoj sezoni
- Torontov rekorder po broju blokada
- Torontov rekorder po broju postignutih double-double učinaka
- Torontov rekorder po broju šutiranih i pogođenih slobodnih bacanja
- NBA nagrada "Sportska osoba godine" : 2007./08.

## NBA statistika

#### Regularni dio
| Godina    | Klub    | Odig. uta. | Uta. poč. | Min. | 2P%  | 3P%  | Sl. bac.% | Skok. | Asist. | Ukr. lop. | Blok. | Poena |
| --------- | ------- | ---------- | --------- | ---- | ---- | ---- | --------- | ----- | ------ | --------- | ----- | ----- |
| 2003./04. | Toronto | 75         | 63        | 33.5 | .459 | .357 | .701      | 7.4   | 1.0    | .8        | 1.4   | 11.5  |
| 2004./05. | Toronto | 81         | 81        | 37.2 | .471 | .300 | .760      | 8.9   | 1.9    | .9        | 1.4   | 16.8  |
| 2005./06. | Toronto | 70         | 70        | 39.3 | .505 | .000 | .816      | 9.2   | 2.6    | .7        | 1.1   | 22.5  |
| 2006./07. | Toronto | 69         | 69        | 38.5 | .496 | .343 | .785      | 10.7  | 2.5    | .6        | 1.3   | 22.6  |
| 2007./08. | Toronto | 67         | 67        | 36.2 | .494 | .400 | .844      | 8.7   | 2.6    | .9        | 1.0   | 22.3  |
| 2008./09. | Toronto | 77         | 77        | 38.0 | .487 | .245 | .817      | 10.0  | 2.5    | .9        | 1.0   | 22.7  |
| Ukupno    |         | 439        | 427       | 37.1 | .487 | .288 | .795      | 9.2   | 2.2    | .8        | 1.2   | 19.6  |
| All-Star  |         | 3          | 2         | 20.3 | .517 | .000 | .429      | 7.3   | 1.3    | .0        | .0    | 11.0  |

#### Doigravanje
| Godina    | Klub    | Odig. uta. | Uta. poč. | Min. | 2P%  | 3P%  | Sl. bac.% | Skok. | Asist. | Ukr. lop. | Blok. | Poena |
| --------- | ------- | ---------- | --------- | ---- | ---- | ---- | --------- | ----- | ------ | --------- | ----- | ----- |
| 2006./07. | Toronto | 6          | 6         | 37.0 | .396 | .200 | .842      | 9.0   | 2.5    | .8        | 1.8   | 17.5  |
| 2007./08. | Toronto | 5          | 5         | 39.8 | .472 | .143 | .833      | 9.0   | 3.6    | 1.6       | .4    | 24.0  |
| Ukupno    |         | 11         | 11        | 38.3 | .433 | .167 | .838      | 9.0   | 3.0    | 1.2       | 1.2   | 20.5  |

## Vanjske poveznice
- Službena stranica
- Profil  Arhivirana inačica izvorne stranice od 5. svibnja 2009. (Wayback Machine) na Streetball.com
- Zaklada Chrisa Bosha
- Profil na NBA.com